# Municipio de Franklin (condado de Lake)
El municipio de Franklin (en inglés: Franklin Township) es un municipio ubicado en el condado de Lake en el estado estadounidense de Dakota del Sur. En el año 2010 tenía una población de 307 habitantes y una densidad poblacional de 3,29 personas por km².

## Geografía
El municipio de Franklin se encuentra ubicado en las coordenadas 43°53′5″N 97°3′36″O / 43.88472, -97.06000. Según la Oficina del Censo de los Estados Unidos, el municipio tiene una superficie total de 93.37 km², de la cual 93,07 km² corresponden a tierra firme y (0,32 %) 0,3 km² es agua.

## Demografía
Según el censo de 2010, había 307 personas residiendo en el municipio de Franklin. La densidad de población era de 3,29 hab./km². De los 307 habitantes, el municipio de Franklin estaba compuesto por el 98,05 % blancos, el 0,33 % eran amerindios y el 1,63 % eran de una mezcla de razas. Del total de la población el 0,33 % eran hispanos o latinos de cualquier raza.